# Vickers (mitragliatrice)
La mitragliatrice Vickers era una mitragliatrice media di fabbricazione britannica utilizzata da alcuni stati della triplice intesa durante la prima guerra mondiale e fino alla prima metà del XX secolo.
Realizzata dalla Vickers Limited, ne vennero realizzati diversi modelli e varianti; aveva una cadenza di tiro di circa 400 colpi al minuto ed era raffreddata ad acqua. Fu la principale mitragliatrice media britannica in ambedue le guerre mondiali e venne impiegata estesamente dalle forze armate britanniche sino alla sostituzione con la L7A1 verso l'inizio degli anni sessanta.

## Storia e modelli

### Vickers-Maxim/Vickers Mk I
La Vickers, originariamente denominata Vickers-Maxim, progettata dalla omonima casa inglese, fu adottata dalla Gran Bretagna nel 1912 con il nome di Vickers Mk I. La Mk I, che è una versione modificata della Maxim, si guadagnò la reputazione di essere una delle più affidabili e robuste mitragliatrici mai costruite. Le armi impiegate in Gran Bretagna vennero fabbricate dalla Vickers di Crayford nel Kent, sia nel modello terrestre che in quello aeronautico.

### Colt–Vickers M1915
Durante la prima guerra mondiale la Colt si attrezzò per produrre una versione calibro .30-06 della Vickers che fu adottata dagli Stati Uniti d'America con la denominazione di Colt–Vickers M1915.
Data la disponibilità degli equivalenti modelli Browning M1917 e le difficoltà che la Colt incontrava nella produzione in serie, le truppe americane ricevettero un numero molto limitato di mitragliatrici Vickers nel corso della prima guerra mondiale.
Un piccolo numero di Vickers-Maxim analoghe alle Mk I britanniche, ma in calibro 6,5 × 52 mm Mannlicher-Carcano, fu adottata dal Regio Esercito a partire dal 1912, le consegne furono però particolarmente ritardate, giungendo ai reparti solo nell'imminenza del conflitto (e non soddisfacendo mai per intero l'ordine iniziale).

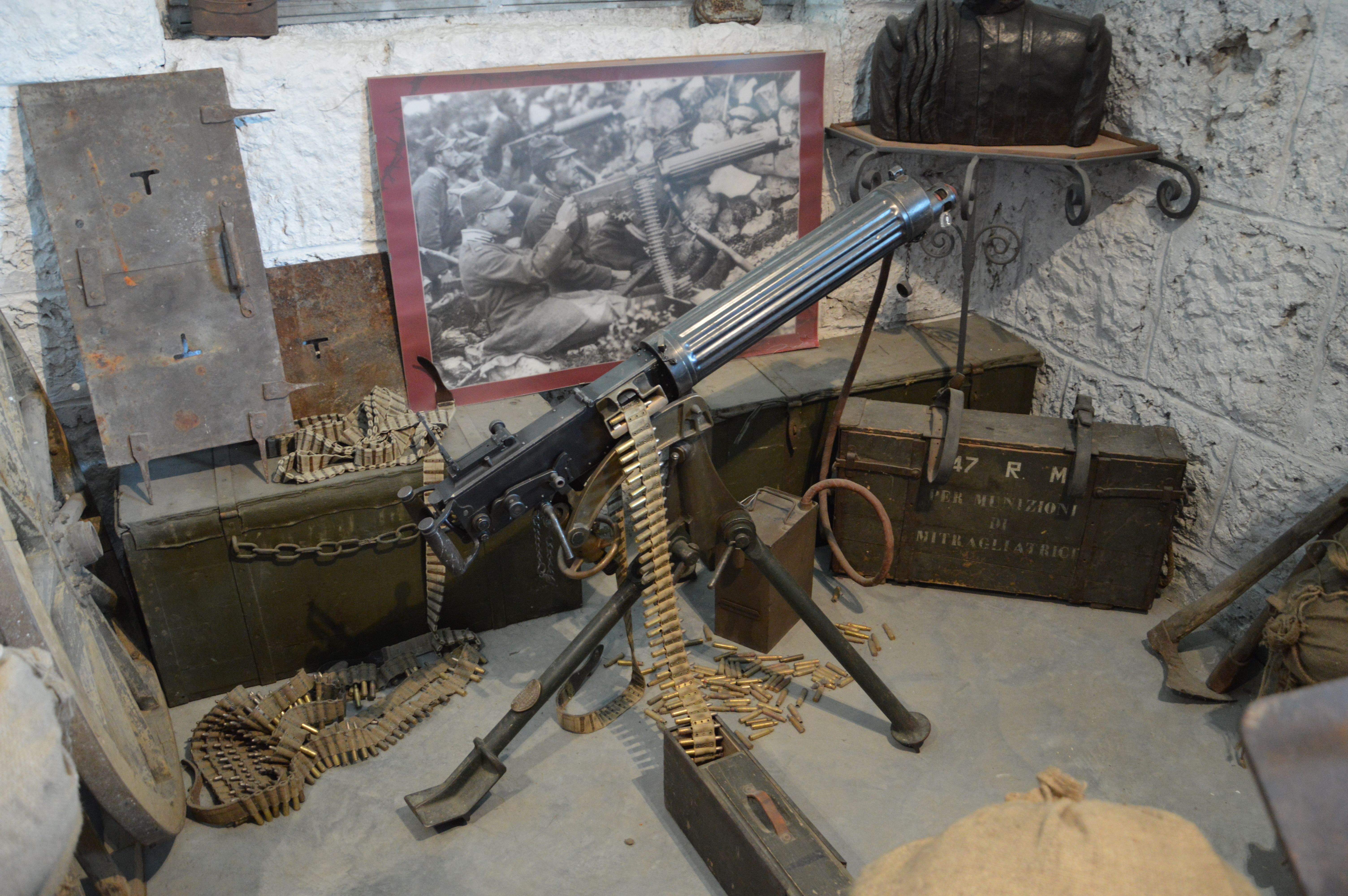
Una Vickers usata sulle Dolomiti, camerata in 6,5 × 52 mm Mannlicher-Carcano. Notare infatti che le cartucce nel nastro sono senza collarino, al contrario delle .303 British.

Esse andarono ad equipaggiare alcuni degli 8 reggimenti alpini, sostituite poi dalle FIAT mod. 1914, meno potenti ed affidabili (ed anche più pesanti e soggette al congelamento), ma disponibili in gran numero e decisamente più economiche. Piccole quantità di queste armi giunsero però ai reparti, alla spicciolata, per tutta la durata della guerra, anche e soprattutto verso l'aeronautica (all'epoca non ancora indipendente e soggetta all'esercito), che le impiegava nel normale calibro britannico e le acquistava nel Regno Unito.

### Vickers Modello 1918/M917
L'Australia produsse la Vickers Mk I tra il 1925 e il 1930. Il Canada le utilizzò durante la seconda guerra mondiale. I Paesi Bassi acquistarono un certo quantitativo di Vickers Modello 1918 in calibro 7,92 mm. Il Portogallo, che partecipò alla prima guerra mondiale, ricevette delle Vickers Mk I e le mise in servizio come M917.